# Tatiana Crkoňová
Tatiana Crkoňová (* 7. Januar 1992 in Považská Bystrica) ist eine slowakische Volleyballspielerin.

## Karriere
Crkoňová begann ihre Karriere in ihrer Heimatstadt. Ihre Tante hatte den Kontakt zum Verein hergestellt, als Crkoňová im dritten Schuljahr war. Sie wollte zunächst Basketball spielen, was im Verein aber nicht möglich war. Parallel zum Volleyball war sie zunächst auch in der Leichtathletik aktiv. Von Považská Bystrica wechselte sie zum Erstligisten Doprastav Bratislava. Mit Doprastav gewann sie 2008 den nationalen Pokal und 2009 das Double aus Meisterschaft und Pokal. Außerdem erreichte die Mittelblockerin mit den slowakischen Juniorinnen den vierten Platz bei der Europameisterschaft in den Niederlanden. Nach all diesen Erfolgen unterbrach sie ihre Karriere, um in ihrem Studium voranzukommen.
Nach ihrer Rückkehr spielte sie mit der Junioren-Nationalmannschaft bei der Weltmeisterschaft 2011 in Peru. Im Verein gewann sie 2011 erneut den Pokal und ein Jahr später das Double. 2013 wurde sie mit Bratislava Vizemeisterin. Anschließend wechselte sie ebenso wie ihr Trainer Marek Rojko zum deutschen Bundesligisten Ladies in Black Aachen. Mit Aachen erreichte sie 2014 das Halbfinale um die deutsche Meisterschaft. In der Saison 2015/16 stand sie mit den Ladies in Black im DVV-Pokalfinale, das gegen Allianz MTV Stuttgart 2:3 verloren ging. In der Bundesliga-Saison 2015/16 schieden die Aachenerinnen in den Pre-Playoffs aus und mussten Insolvenz anmelden, woraufhin Crkoňová den Verein verließ. Mit der Nationalmannschaft stand sie im Sommer 2016 im Finale der Europaliga. In der Saison 2016/17 spielte sie beim Zweitligisten VC Neuwied 77.